# Biopsie liquide

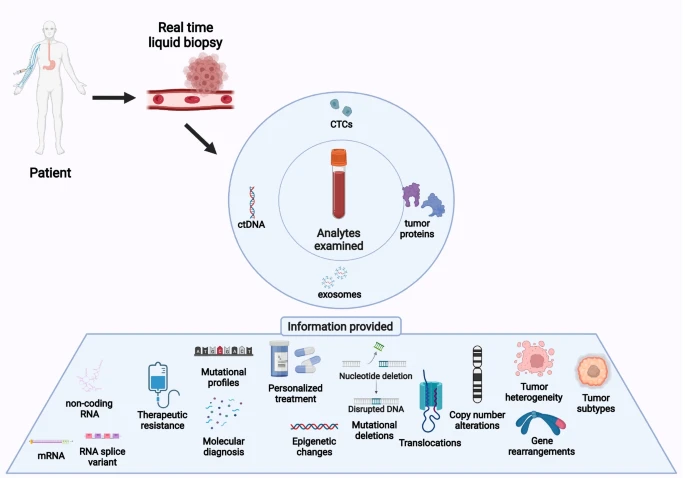
Application d'une biopsie liquide dans le cancer De nombreuses informations sur une tumeur peuvent être extraites par une biopsie liquide

La biopsie liquide, aussi connue sous le nom de biopsie des fluides, consiste en une analyse des tissus non solides, principalement le sang. Comme la biopsie, elle a pour but la détection et la surveillance des cancers, en ayant l'avantage d'être une technique non invasive.
La biopsie liquide permet de détecter, de quantifier et d'analyser les cellules tumorales circulantes , détachées d'une tumeur primaire voire de métastases, ainsi que l'ADN tumoral circulant, les exosomes (vésicule extracellulaire), les micro-ARN circulants, les plaquettes et les cellules immunitaires du patient.

## Les éléments recherchés dans le sang

### Cellule tumorale circulante
Les cellules tumorales circulantes sont libérées par les tumeurs primaires dans les tissus, voyagent dans le système circulatoire et sont responsables du développement de tumeurs métastatiques. Leur pourcentage dans le sang est assez faible, avec près d’une cellule tumorale circulante retrouvé par million de leucocytes. La morphologie et la forme des cellules tumorales circulantes varie selon le stade et/ou le type de tumeur.

### ADN tumoral circulant
En 1977, des chercheurs démontrent pour la première fois que les patients atteints d'un cancer (pancréas) présentent des taux élevés d'ADN tumoral circulant dans leur sérum, qui semblent diminuer après le traitement. Quelques années plus tard est mis en évidence que l'ADN tumoral circulant du plasma de patients atteints de tumeurs est porteuse de mutations dans des oncogènes tels que le gène KRAS. L'ADN tumorales circulants (ou fragments chromosomiques) peuvent être transférés dans une autre cellule via l'absorption de corps apoptotiques libérés par les cellules tumorales, entraînant des modifications génétiques dans la cellule hôte, favorisant la transformation cellulaire et les métastases . L’ADN tumoral circulant ne représente que 0,1 à 10 % de l’ADN cellulaire total circulant, dont les taux plasmatiques normaux varient de 10 à 100 ng/ml. L'ADN circulant peut s'élever dans des conditions physiologiques comme un exercice physique intense.

### Vésicule extra cellulaire
Autrefois considérés comme des déchets cellulaires aidant à éliminer les composants endosomaux ou lysosomals non dégradés, les vésicules extra cellulaires jouent un rôle crucial dans diverses formes de communication de cellule à cellule. La cargaison des vésicules extra cellulaires, composé de diverses biomolécules telles que l'ADN, l'ARN, les protéines, etc., joue un rôle crucial dans la communication intercellulaire,,,. Les vésicules extra cellulaires dérivés de tumeurs ont attiré une immense attention car des études ont décrit leurs rôles dans la promotion de la croissance tumorale, de la transition épithéliale à mésenchymateuse, des métastases, de l'immunosuppression, de l'angiogenèse, etc.,,,, Puisqu’il a été démontré que les tumeurs excrètent abondamment les vésicules extra cellulaires, leur nombre dans le plasma des patients atteints de tumeurs atteint des niveaux importants. Étant donné que les vésicules extra cellulaires, dérivées de tumeurs contiennent des cargaisons cruciales telles que de l'ADN dérivé de la tumeur, de l'ARN messager, des ARN non codant, des protéines, leur analyse offre des informations significatives sur la surveillance, le pronostic et la réponse thérapeutique de la tumeur.

## Limites des biopsies liquides

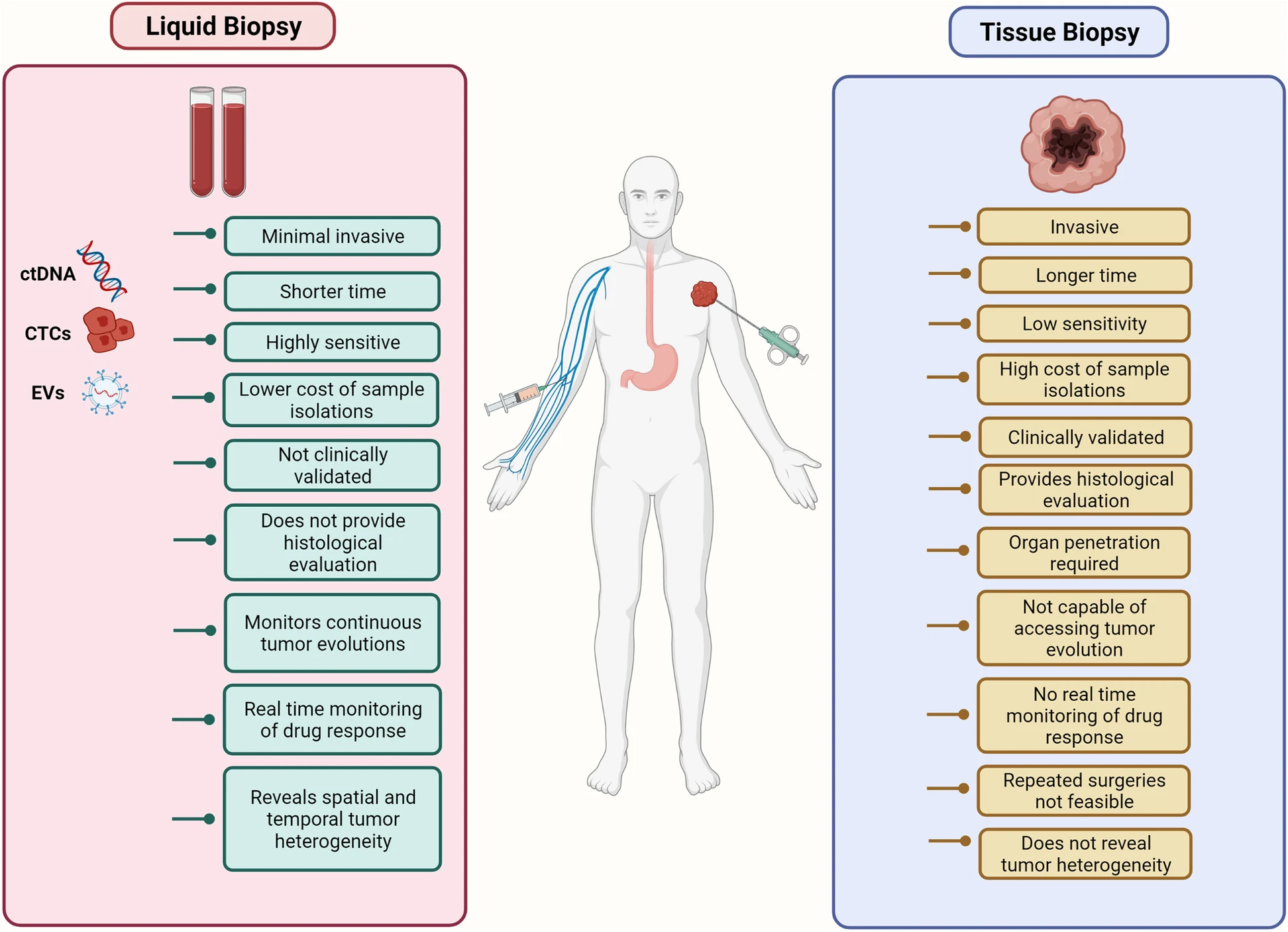
Comparaison entre une biopsie standard et une biopsie liquide

La biopsie liquide est actuellement utilisée comme test complémentaire à la biopsie tissulaire, car elle ne peut pas remplacer la biopsie tissulaire standard dans le cadre du diagnostic des maladies y compris le cancer. La principale limitation de la biopsie liquide est le manque de sensibilité et de précision pour identifier différents types de tumeurs par rapport à la biopsie tissulaire. Et il n'est pas sur que la biopsie liquide fournit un échantillon représentatif de tous les clones génomiques au sein d’une tumeur individuelle ou d’une sous-région spécifique de la tumeur. Une nouvelle technique, le séquençage cellulaire des cellules cancéreuses (Single-Cell analysis of cancer cells) permet de connaitre les diverses caractéristiques de l’évolution clonale des tumeurs, telles que le développement d’une résistance aux médicaments, les modifications du génome, l’expression des gènes et l’épigénétique,,. Le nombre de cellules tumorales circulantes , d’ADN tumorale ou  d’ARN  est relativement rare par rapport aux autres composants hématologiques du sang, ce qui rend la capacité de détection par la biopsie liquide difficile.
Des méthodes hautement spécifiques et sensibles sont nécessaires pour isoler le plasma, et il existe un manque de méthodes ou de protocoles standardisés pour l'isolement et l'interprétation. Des schémas de sélection sont nécessaires pour présélectionner les patients en raison de la faible fréquence des mutations cibles afin de rentabiliser cette technique. De plus, certains des biomarqueurs identifiés grâce à la biopsie liquide sont difficiles à capturer. Une autre limitation observée avec les biopsies liquides est la survenue de résultats faussement positifs et faussement négatifs, qui peuvent interférer avec l’évaluation correcte de l’efficacité du traitement pharmacologique. La libération de matières biologiques (telles que l'urine et le sang) utilisées pour les  biopsies liquides peut être influencée par des facteurs microenvironnementaux.

## Applications cliniques
L'étude des cellules tumorales circulantes et de l'ADN tumoral circulant permet notamment, :
- de dépister précocement un cancer, à un stade où les chances de guérison sont les plus grandes ;
- de définir le stade d'avancement d'un cancer, aujourd'hui apprécié à partir de la taille et de la différenciation de la tumeur (primaire), de la présence de cellules tumorales dans les ganglions proches et du repérage de métastases ;
- de détecter précocement les rechutes métastatiques ;
- de suivre les patients ayant un cancer avancé et d'évaluer l'efficacité des traitements ;
- d'identifier des cibles thérapeutiques et des mécanismes de résistance.

### Quelques résultats
- Dans le cas du cancer colorectal, des études ont montré une sensibilité de 85 %[25].
- Pour tous les types de cancers, la détection de l'ADN libre circulant a montré, chez 238 patients, une sensibilité de 75 % et une spécificité de 96 %[26].
- Pour la détection de tous types de cancers, le test CancerSeek a montré chez 1 000 patients une sensibilité comprise entre 69 et 98 % (suivant le type de cancer) et une spécificité de 99 %[27].
- La biopsie liquide pourrait permettre de prévoir les phénomènes de résistance à la chimiothérapie, au moins pour les cancers de l'estomac[28].

Le programme lyonnais Circan vise à évaluer l'efficacité des biopsies liquides.

## Sources
- Lone, S.N., Nisar, S., Masoodi, T. et al. Liquid biopsy: a step closer to transform diagnosis, prognosis and future of cancer treatments.  Mol Cancer 21, 79 (2022). https://doi.org/10.1186/s12943-022-01543-7